# 제너럴 슬로컴

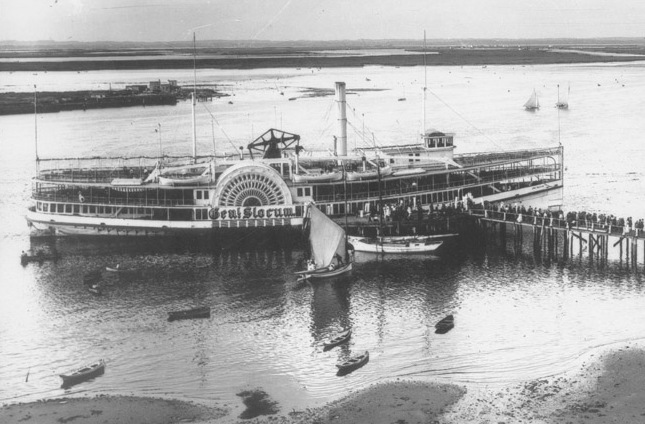
제너럴 슬로컴

제너럴 슬로컴(General Slocum)은 미국 뉴욕 항을 돌던 여객선이다. 1904년 6월 15일에 이스트 강에서 화재가 발생하여, 1031명이 사망했다.
성 마르코 루터교회 신도들이 배를 전세 내 소풍을 즐기다가 참화를 당했다. 화재가 일어났는데 대응도 늦었다. 그래서 언론에서는 슬로컴의 발음에 빗대 "대응이 더디다(slow come)"고 비판하기도 했다.
슬로컴은 1891년 처녀 운항을 시작한 후 계속 사고를 냈다. 충돌 및 좌초 사고가 끊이지 않았다. "중상자 1명이 생기기 전에 같은 원인으로 29명의 경상자가 발생하고, 이런 경상자가 생기기 전에 같은 원인으로 부상을 입을 뻔했던 잠재적 부상자가 300명에 달한다"는 하인리히법칙이 그대로 들어맞았다.
건초더미 창고에서 화재가 일어난 후 이내 페인트와 휘발유 보관창고로 번졌다. 선장은 불이 났다는 얘기를 듣고도 "어린아이의 말"이라며 믿으려 하지 않았다. 당연히 대응도 늦을 수 밖에 없었다.
선원들은 우왕좌왕했다. 제대로 화재 훈련을 받은 적도 없었다. 소방 설비는 무용지물이었다. 소방 호수를 꺼내자 뚝뚝 끊어졌다. 한 번도 유지 보수한 적이 없어서 곳곳이 썩어 있었다. 구명정은 철사로 꽁꽁 묶여 있어서 풀어낼 수조차 없었다.
어머니들은 서둘러 아이들에게 구명조끼를 입힌 후 강물로 던졌다. 하지만 물 위로 떠오르는 아이들은 한 명도 없었다. 모두 물속으로 가라앉았다. 구명조끼는 하나같이 불량품이었다. 교회 신도 대부분이 물에 빠지거나 불에 타 죽었다.

## 희생자 수
1904년 Coast Guard Report에 따르면 추정되는 희생자 수는 총 1,388명이다:
| 유형             | 승객  | 크루 |
| ---------------- | ----- | ---- |
| 총 인원          | 1,358 | 30   |
| 성인             | 613   |      |
| 어린이           | 745   |      |
| 사망자           | 893   | 2    |
| 실종자/식별 불가 | 62    |      |
| 상해             | 175   | 5    |
| 상해 없음        | 228   | 23   |